# La Santísima Trinidad de Paraná
La Santisima Trinidad de Paraná là tên của một khu truyền giáo dòng Tên cũ ở Paraguay. Đó là một ví dụ về một trong nhiều sự chinh phục của dòng Tên tại các thuộc địa khác nhau ở Nam Mỹ như ở Brazil, Argentina và Paraguay trong suốt thế kỷ 17 và 18. Nó được xây dựng như là một xã hội khép kín tồn tại bên ngoài cuộc sống thực dân Tây Ban Nha thông thường, nơi kết hợp văn hóa dân cư bản địa với đức tin Kitô giáo.
La Santisima Trinidad de Paraná được người dân địa phương gọi đơn giản là "tàn tích của Trinidad" là một trong những khu truyền giáo cuối cùng được xây dựng bên bờ sông Paraná trong khu vực, bao gồm miền nam Paraguay và miền bắc Argentina. Nó cũng là nơi dễ tiếp cận nhất và được ghé thăm nhiều nhất trong số các di tích lịch sử ngày nay ở Paragoay. Ngày nay nó nằm gần thành phố Encarnación.
Trinidad được xây dựng vào năm 1706 như là một thị trấn tự túc với một quảng trường ở trung tâm là nơi diễn ra các lễ kỷ niệm, một nhà thờ lớn,  trường học, một số nhà xưởng, bảo tàng và nhà ở cho những người Indian bản địa.
Dòng Tên bị trục xuất khỏi các thuộc địa của Tây Ban Nha vào năm 1768 đã dẫn đến việc Trinidad bị bỏ rơi và phần còn lại của các cấu trúc bị bỏ lại sau đó là bị phá hủy trong cuộc tìm kiếm vàng trong khu vực này. Do một phần của cấu trúc được xây dựng tương đối gần đây nên Trinidad đã chống chịu được thời tiết khá tốt và được bảo tồn tốt cho đến ngày nay. Nó cũng là một phần của Di sản thế giới được UNESCO công nhận với tên gọi Khu truyền giáo dòng Tên La Santísima Trinidad de Paraná và Jesús de Tavarangue.